# FC Wacker Innsbruck (1915)
Wacker Innsbruck – austriacki klub piłkarski z Innsbrucka działający w latach 1915–1999.

## Historia
Chronologia nazw:
- 1915: Wacker Innsbruck (niem. Fußball-Club Wacker)
- 1971: SSW Innsbruck (niem. SpG Swarovski Wattens-Innsbruck) – po fuzji z WSG Swarovski Wattens
- 1986: Wacker Innsbruck (niem. SCN Admira/Wacker Wien)
- 1986: klub dołączył do FC Swarovski Tirol
- 1986: Wacker Innsbruck – nowy klub
- 1999: klub rozwiązano

## Osiągnięcia
- Mistrz Austrii (5 razy): 1971, 1972, 1973, 1975, 1977
- Wicemistrz Austrii (4 razy): 1967, 1968, 1974, 1976
- Puchar Austrii (6 razy): 1970, 1973, 1975, 1978, 1979, 1993
- Finał pucharu Austrii (3 razy): 1976, 1982, 1983

## Historia
Klub założony został w 1915 pod nazwą Fußball-Club Wacker Innsbruck. Założycielami klubu byli: Jakob Hanspeter, Benedikt Hosp, Josef Leitner, Josef Albrecht i inni entuzjaści futbolu. Barwy klubu ustalono na zielono-czarne. Po kilku latach, w których grano towarzyskie mecze z innymi klubami z Innsbrucku, Wacker zawiesił swą działalność do 1918 roku ze względu na toczącą się I wojnę światową. W 1964 klub pierwszy raz zagrał w najwyższej lidze austriackiej (zwanej wtedy Staatsliga). W 1971 było pierwsze w historii klubu mistrzostwo Austrii.
20 lipca 1971 Wacker Innsbruck połączył się z innym pierwszoligowym klubem WSG Swarovski Wattens i utworzył klub SpG Swarovski Wattens-Innsbruck, znany powszechnie jako SSW Innsbruck. Celem fuzji było utworzenie potężnego klubu, który reprezentowałby Tyrol w Austrii i za granicą. Fuzja objęła jedynie piłkarzy zawodowych – juniorzy w dalszym ciągu występowali jako reprezentanci oddzielnych klubów. SSW Innsbruck czterokrotnie zdobył mistrzostwo Austrii, a w sezonie 1977/78 dotarł do ćwierćfinału Pucharu Mistrzów.
Pierwszy w historii spadek z I ligi nastąpił w 1981. W 1986 klub zmienił nazwę na Wacker Innsbruck. Wkrótce potem prawo do gry w 1. lidze przejął po Wackerze nowy klub – FC Swarovski Tirol. Wacker Innsbruck w tej sytuacji zmuszony został do gry w ósmej lidze, jednak szybko awansował i w 1993 był już w czwartej lidze. W 1999 grający wtedy w siódmej lidze Wacker Innsbruck zakończył swoje istnienie.
W 2002 założony został klub Wacker Innsbruck, który jednak poza nazwą i miastem-siedzibą nie ma nic wspólnego z poprzednim Wackerem.

## Europejskie puchary
Legenda do wszystkich tabel:
- Q – runda eliminacyjna, 1/16, 1/8, 1/4, 1/2 – odpowiednia faza rozgrywek, Grupa – runda grupowa, 1r gr – pierwsza runda grupowa, 2r gr – druga runda grupowa, F – finał, R – runda, PO – play-off
- k. – rzuty karne, los. – losowanie, Dogr. – dogrywka, w. – zasada bramek strzelonych na wyjeździe

| Sezon   | Rozgrywki                 | Runda | Klub                     | Dom | Wyjazd | Ogólnie |
| ------- | ------------------------- | ----- | ------------------------ | --- | ------ | ------- |
| 1968/69 | Puchar Miast Targowych    | 1R    | Eintracht Frankfurt      | 2–2 | 0–3    | 2–5     |
| 1970/71 | Puchar Zdobywców Pucharów | 1R    | Partizani Tirana         | 3–2 | 2–1    | 5–3     |
| 1970/71 | Puchar Zdobywców Pucharów | 1/8   | Real Madryt              | 1–0 | 0–2    | 1–2     |
| 1971/72 | Puchar Europy             | 1R    | SL Benfica               | 0–4 | 1–3    | 1–7     |
| 1972/73 | Puchar Europy             | 1R    | Dynamo Kijów             | 0–1 | 0–2    | 0–3     |
| 1973/74 | Puchar Europy             | 1R    | CSKA Sofia               | 0–3 | 0–1    | 0–4     |
| 1974/75 | Puchar UEFA               | 1R    | Borussia Mönchengladbach | 2–1 | 0–3    | 2–4     |
| 1975/76 | Puchar Europy             | 1R    | Borussia Mönchengladbach | 1–1 | 1–6    | 2–7     |
| 1976/77 | Puchar UEFA               | 1R    | IK Start                 | 2–1 | 5–0    | 7–1     |
| 1976/77 | Puchar UEFA               | 2R    | Videoton FC              | 1–1 | 0–1    | 1–2     |
| 1977/78 | Puchar Europy             | 1R    | FC Basel                 | 0–1 | 1–3    | 1–4     |
| 1978/79 | Puchar Zdobywców Pucharów | 1R    | Zagłębie Sosnowiec       | 3–2 | 1–1    | 4–3     |
| 1978/79 | Puchar Zdobywców Pucharów | 1/8   | Ipswich Town             | 0–1 | 1–1    | 1–2     |
| 1979/80 | Puchar Zdobywców Pucharów | 1R    | Lokomotíva Koszyce       | 1–2 | 0–1    | 1–3     |
| 1983/84 | Puchar Zdobywców Pucharów | 1R    | 1. FC Köln               | 1–0 | 1–7    | 2–7     |
| 1984/85 | Puchar UEFA               | 1R    | Real Madryt              | 0–5 | 2–0    | 2–5     |
| 1985/86 | Puchar UEFA               | 1R    | RFC Liège                | 0–1 | 1–3    | 1–4     |
| 1992/93 | Puchar UEFA               | 1R    | AS Roma                  | 1–4 | 0–1    | 1–5     |